# Italexit
Italexit, cuyo nombre completo en italiano es No Europa per l'Italia - Italexit con Paragone, es un partido político soberanista y euroescéptico fuerte italiano. Su fundador y líder es Gianluigi Paragone, senador y experiodista de televisión, exmiembro del Movimiento 5 Estrellas.

## Historia
En enero de 2020, Gianluigi Paragone, un experiodista, conocido por sus posturas populistas y euroescépticas, fue expulsado del Movimiento Cinco Estrellas debido a su oposición al gobierno con el Partido Democrático, de centroizquierda y proeuropeo.
En los meses siguientes, aumentaron las especulaciones sobre la posibilidad de un nuevo movimiento, dirigido por el propio Paragone. En julio de 2020, anunció el lanzamiento oficial de Italexit.